# Svenska Landskap (musikalbum)
Svenska landskap är ett musikalbum från 2003 av Jan Lundgren Trio.

## Låtlista
Melodierna är traditionella om inget annat anges.
1. Slängpolska efter Byss-Kalle – 4:42
2. Allt under himmelens fäste – 4:08
3. Medley – 6:48
4. Brännvin är mitt enda gull – 4:34
5. Fjäriln vingad syns på Haga (Carl Michael Bellman) – 2:54
6. Småland (Jan Lundgren) – 4:33
7. Inbjudan till Bohuslän (Evert Taube) – 4:27
8. Glädjens blomster – 3:22
9. Blekinge (Jan Lundgren) – 4:31
10. Dalvisa – 4:53
11. Jämtländsk kärleksmelodi – 2:47
12. Den blomstertid nu kommer – 5:11

## Medverkande
- Jan Lundgren – piano
- Mattias Svensson – bas
- Morten Lund – trummor